# ホンダ・CBR125R
CBR125R（シービーアールひゃくにじゅうごアール）は、本田技研工業が2004年から2015年に製造販売した、排気量が125ccクラスのオートバイである。
免許制度により125ccクラスが活況なヨーロッパ市場向けとして主に販売されたモデルで、タイ王国の現地法人であるタイホンダ・マニュファクチュアリングカンパニー・リミテッド（Thai Honda Manufacturing Co., Ltd.）が製造するCBR150Rをベースに排気量が小さめのエンジンを搭載する。

## モデル一覧

### 2004年モデル
車体はCBR150Rと共通のため同デザインであるが幅が狭く、エンジンもCBR150RのDOHC4バルブからSOHC2バルブと動弁機構に差異がある。

### 2007年モデル
車体構造はそのままだがCBR600RRをモチーフにしたデザインとなり、ヨーロッパの自動車排出ガス規制EURO-III対応のため燃料供給をキャブレターからPGM-FI電子式燃料噴射装置へ変更した。

### 2013年モデル
CBR150Rと共にフルモデルチェンジを実施。VFR1200FをモチーフにしたCBR250R（MC41）同様の車体デザインとなった。

#### 日本国内仕様
日本国内では上述した2004年・2007年モデルや輸入代理店やオートバイショップによって並行輸入車として販売されたが、本田技研工業は2013年に東京・大阪の両モーターサイクルショーで市販予定車として出典、同年5月22日に型式名EBJ-JC50の日本国内仕様を正式に発表、同年6月17日に発売された。2015年に生産終了。

## CBR125RR
CBR150Rを並行輸入販売しているエンデュランスの独自モデル。初代CBR150R用DOHCエンジンの内径を63.5→58.0（mm）とし、排気量を小型自動二輪車枠に収めていたもので、本田技研工業としての正式モデルではない。